# Moritz Friedrich Wilhelm von Schwerin
Moritz Friedrich Wilhelm von Schwerin (* 4. November 1745 in Pasewalk; † 11. März 1829 in Dargibell) war preußischer Offizier und Landrat des pommerschen Landkreises Anklam.

## Leben
Moritz von Schwerin war ein Sohn des Otto Martin von Schwerin (1701–1777), General der preußischen Armee, und der Ester Marie von Quadt zu Landskron. Nach Privatunterricht im Elternhaus besuchte er ab 1761 als Zögling 538 die Ritterakademie in Dom Brandenburg. 1761 trat er ohne Wissen seines Vaters in das Husaren-Regiment des Generalmajors von Belling ein und nahm mit diesem am Siebenjährigen Krieg teil. 1764 wurde er auf Antrag seines Vaters in das Dragoner-Regiment von Krockow nach Schlesien versetzt. Im März 1773 wurde er zum Leutnant befördert. 1785 musste er nach einem Sturz vom Pferd als Premier-Leutnant aus dem aktiven Dienst ausscheiden.
1773 hatte ihm sein Vater das Gut Busow abgetreten. Das Gut Dargibell war ihm nach dem Tod seines Bruders Ludwig Wilhelm Albrecht (1743–1777) zugefallen. 1786 verkaufte er Busow für 39.400 Taler an den Generallandschaftsrat Detlow Heinrich Bogislaw von Schwerin.
1789 wurde er Deputierter bei der Pommerschen Landschaft. 1791 wurde er zum Landschaftsrat gewählt. Die Stände und die Pommersche Kriegs- und Domänenkammer nominierten ihn 1793 als Nachfolger des verstorbenen F. F. C. von Parsenow für das Amt des Landrates im Anklamer Kreis. Nachdem er am 14. September 1793 das große Examen erfolgreich bestanden hatte, wurde er am 18. September zum Landrat ernannt. In dieser Position blieb er auch während der Besetzung Pommerns durch napoleonische Truppen. 1814 wurde ihm das Eiserne Kreuz am weißen Bande verliehen. 1816 ging er in den Ruhestand.
Aus der 1774 geschlossenen Ehe mit Helene Eleonore Marianne von Stosch (1759–1826) gingen zwei Söhne und zwei Töchter hervor.